# 羊蹄山之魂
《羊蹄山之魂》是一款即将推出的动作冒险游戏，由Sucker Punch Productions开发，索尼互動娛樂发行。游戏背景位于1603年的羊蹄山，玩家控制角色女侍。《羊蹄山之魂》是2020年发行游戏《对马岛之魂》的续集，将于2025年10月2日在PlayStation 5上發售。

## 開發概述
《羊蹄戰鬼》以“弱者的复仇”为主题。故事背景设定在 慶長八年即1603 年的日本北海道。玩家将控制 Atsu（官方譯名為篤），一位以“戰鬼”为人格的女性浪人。Atsu 将由石井绘里香饰演。据开发人员声称，与《對馬戰鬼》相比，玩家将对篤的叙述和选择有更多的控制權。
本作一開始就以PlayStation 5為基礎進行開發。將充分活用PS5的性能，呈現出廣闊無垠的世界。並能實現遠眺遼闊的大地，仰望繁星與絢麗極光映照的夜空，以及風吹過草或植物的真實律動。此外，在PlayStation 5 Pro中，還會更進一步提升遊戲的表現與畫質。
除了上述美麗的舞台外，新的系統，以及大太刀、鎖鎌、雙刀等新武器也都會在遊戲中登場。主角在遊戲中除了能夠騎著愛馬在廣大的蝦夷地中踏遍廣大的草原、連綿的雪山以及盛開花朵的野地進行冒險外，也能體驗泡溫泉、參拜神社、繪畫等各種事件。

## 故事大綱
本作時代背景發生前作對馬戰鬼的三百年後。
慶長八年（1603年）時，一名叫做「篤」的女武者回到了她思念的家鄉蝦夷地。
16年前，篤的家人被一群自稱為「羊蹄六人衆」的惡徒殺害，她則僥倖存活下來。歷經多年後，篤學會各種戰鬥以及狩獵的技巧而回到家鄉，拿著當年惡徒用來傷害她的武士刀向有著「蛇」、「鬼」、「狐」、「蜘蛛」、「龍」外號的五名幫眾以及他們的首領「齋藤」報仇血恨以告慰家人的在天之靈，其身為孤狼的故事也即將揭幕。但在這趟旅程中，篤朝著無法預期的方向，遇到意想不到的新同伴，並與他們建立新的友誼，在復仇的最後，篤將能見證到怎麼樣的結果。
她時而接受蝦夷地居民的委託，時而執行賞金獵人的工作，以四處賺取旅費。在那裡等待著篤的是無盡的草原、積雪深厚的群山，以及突如其來的各種威脅。在江戶幕府權力無法企及的北方大地中，我們也即將見證篤展開一場關於重生以及寬恕的故事。

## 登場人物
篤
配音：（英）石井エリカ／（日）菲魯茲·藍
誓言要為遭到羊蹄六人眾殺害的家人復仇的女武者，並因此前往位於蝦夷地的羊蹄山找尋有著「蛇」、「鬼」、「狐」、「蜘蛛」、「龍」外號的五名幫眾以及他們的首領「齋藤」。一邊接受當地居民委託，一邊做著賞金獵人的工作來賺取旅費。
除了善於武士刀外，也會使用大太刀、鎖鎌、雙刀等武器。

## 外部連結
- 羊蹄戰鬼官網 - PlayStation